# Parafia św. Jadwigi Królowej w Bydgoszczy
Parafia Świętej Jadwigi Królowej w Bydgoszczy – rzymskokatolicka parafia w Bydgoszczy, erygowana w 1981 roku. Należy do dekanatu Bydgoszcz IV.

## Galeria

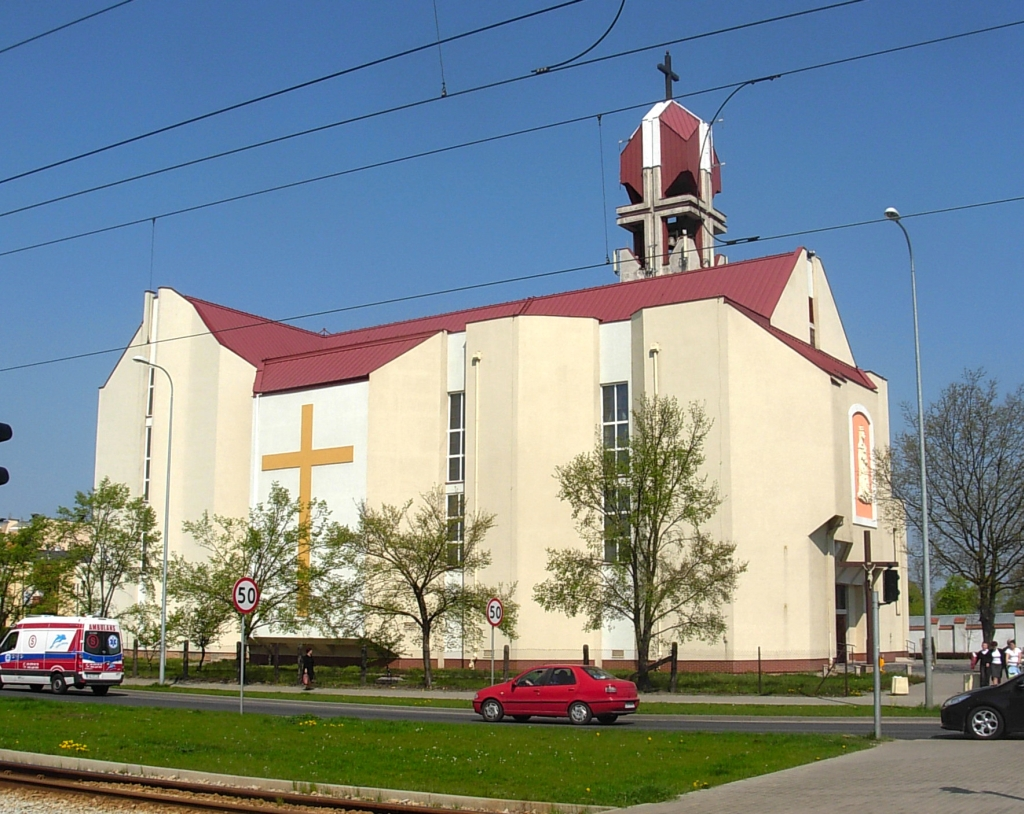
Latem
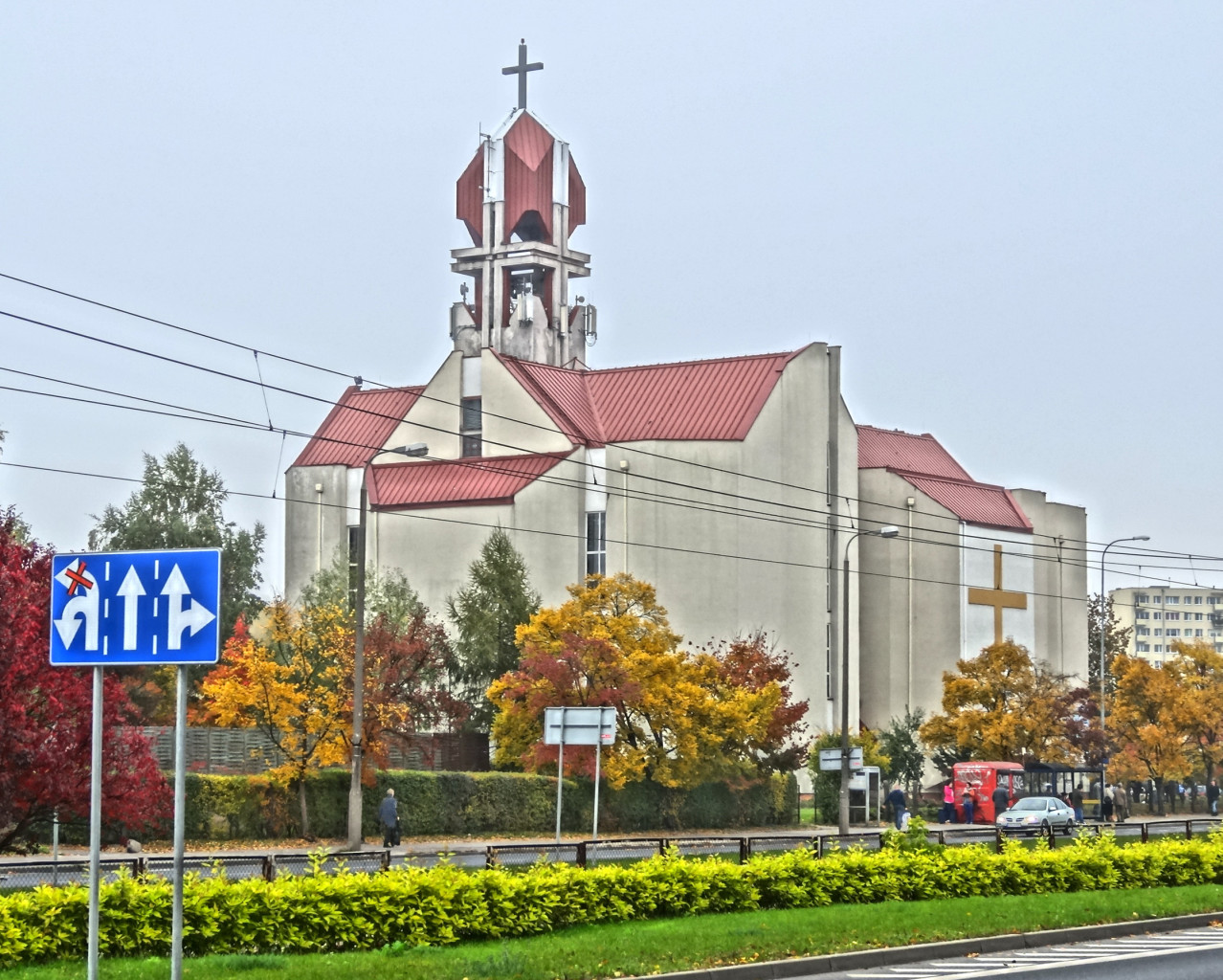
Jesienią
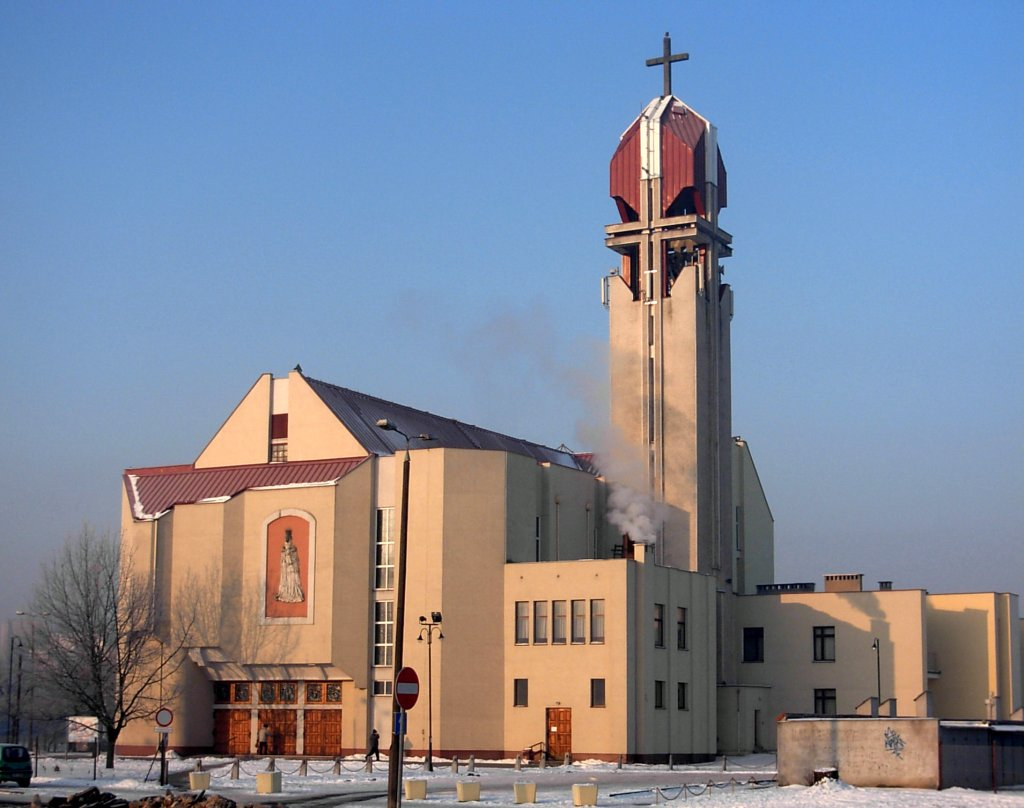
Zimą
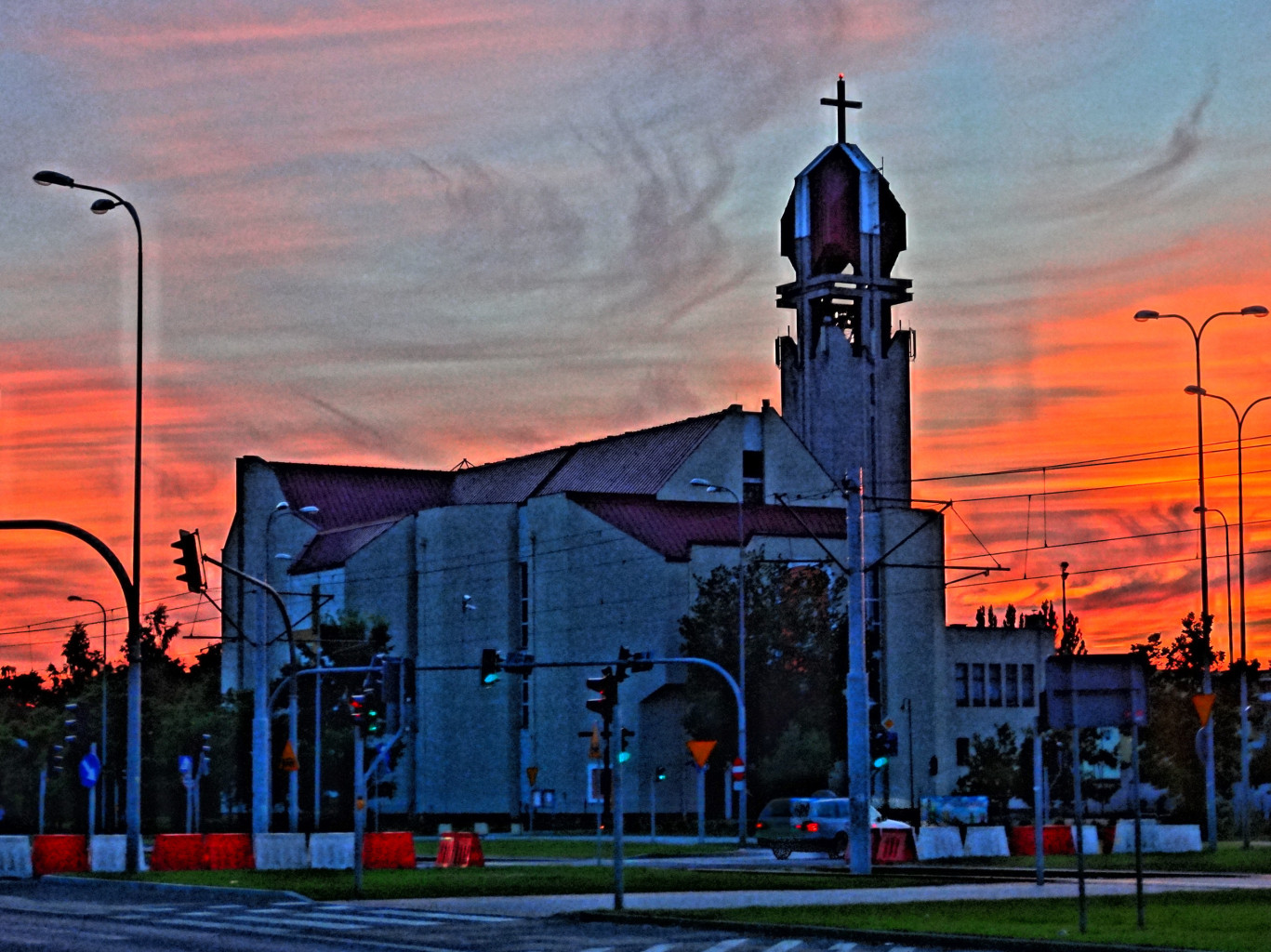
O zachodzie słońca
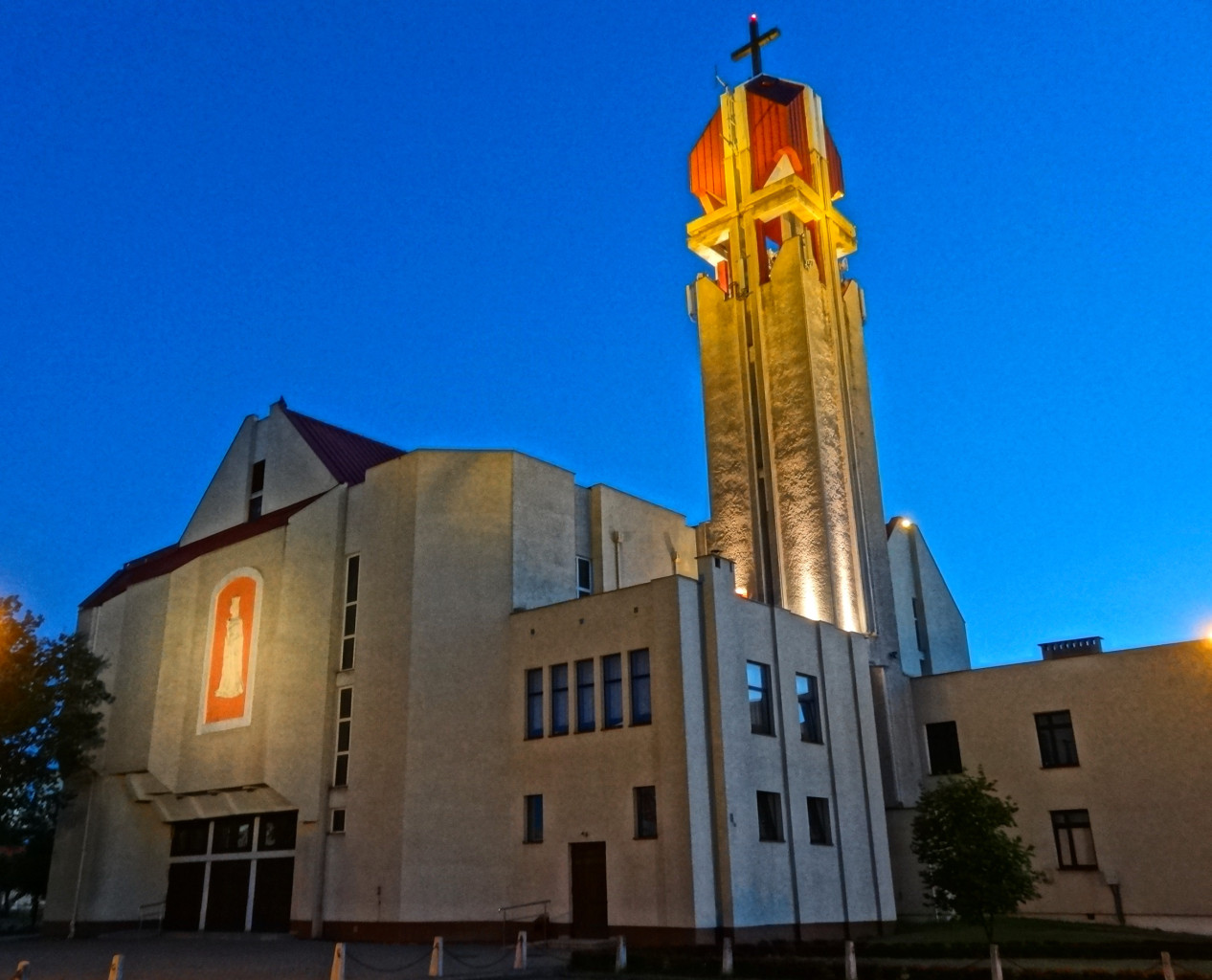
O zmierzchu
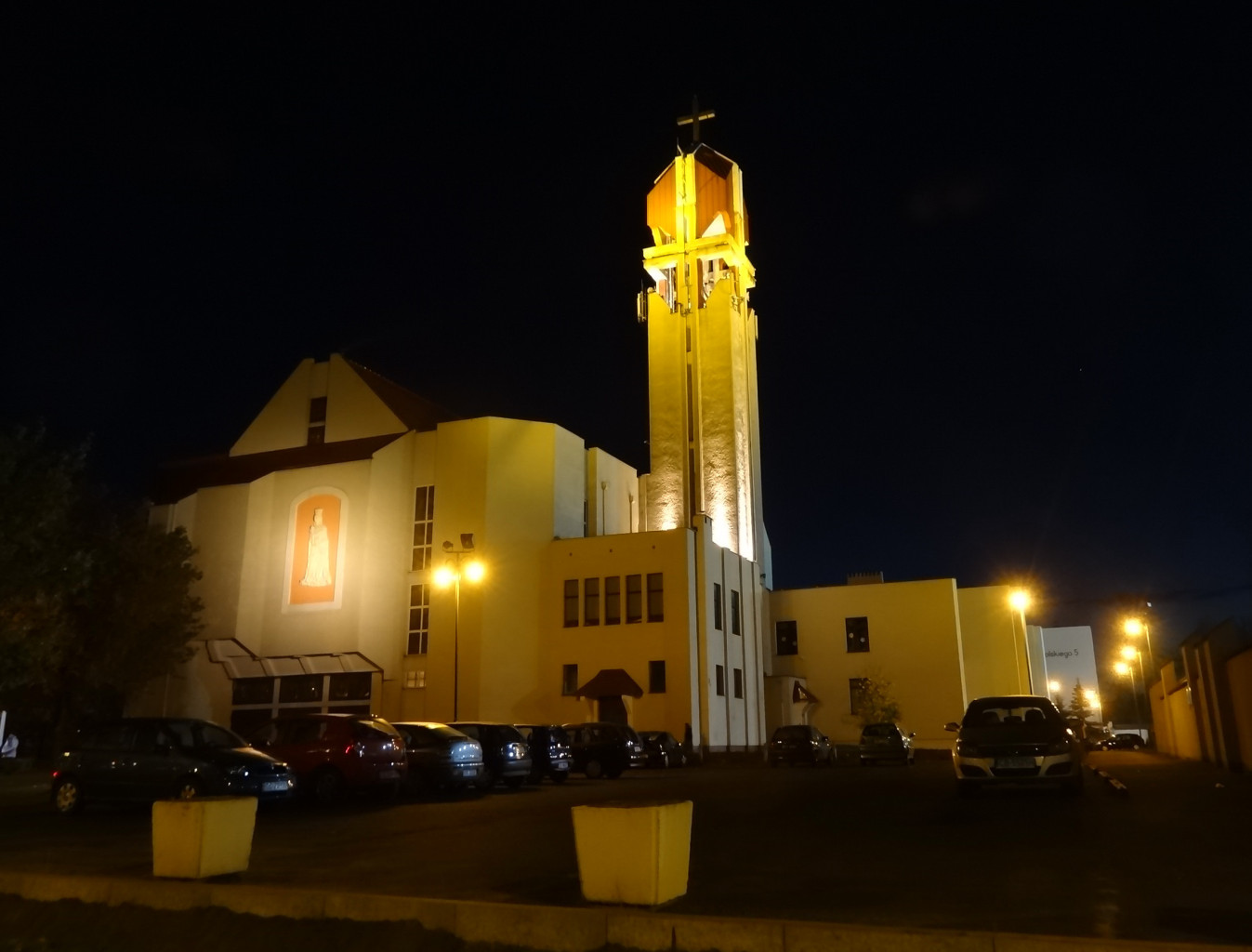
Nocą
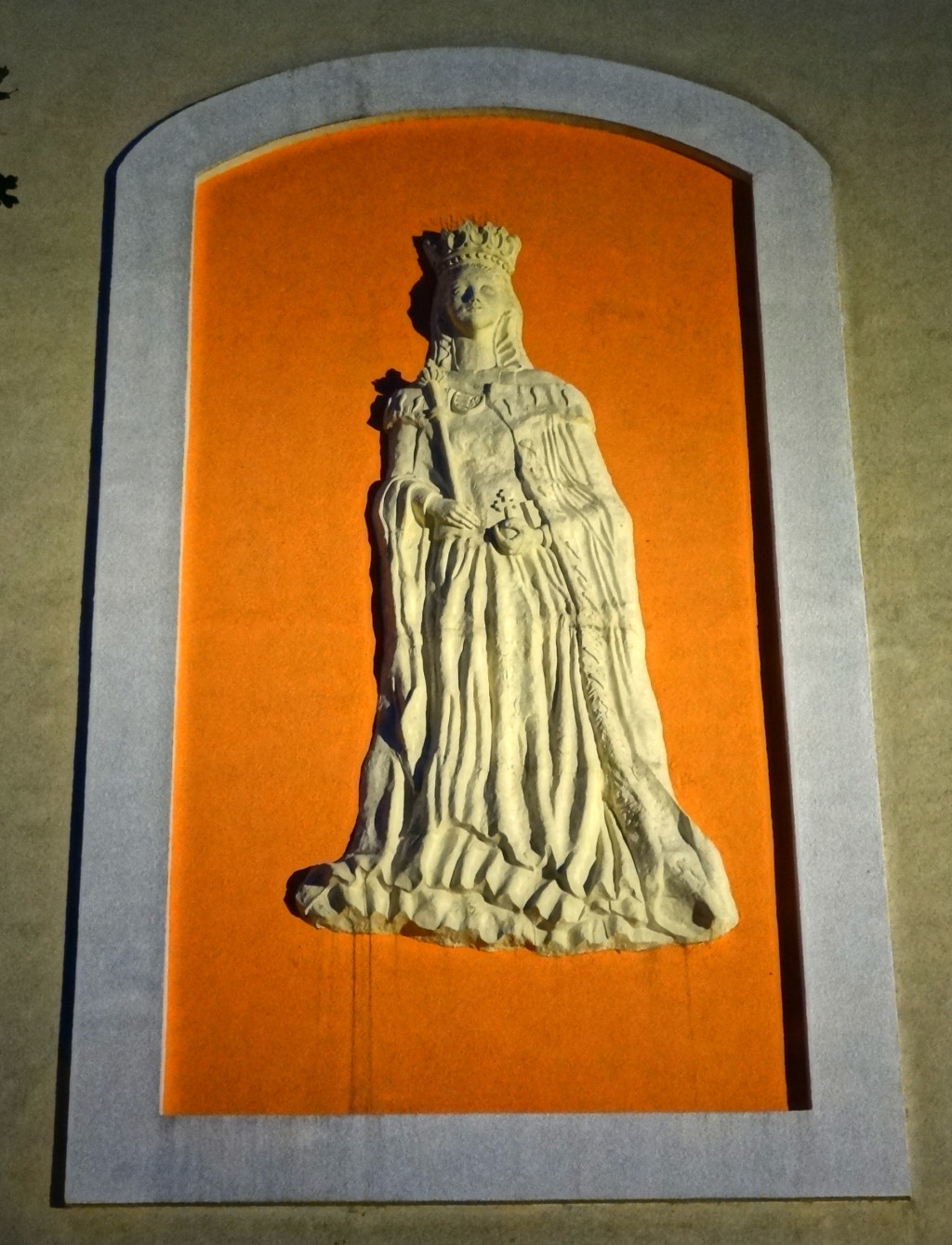
Płaskorzeźba św. Jadwigi Królowej
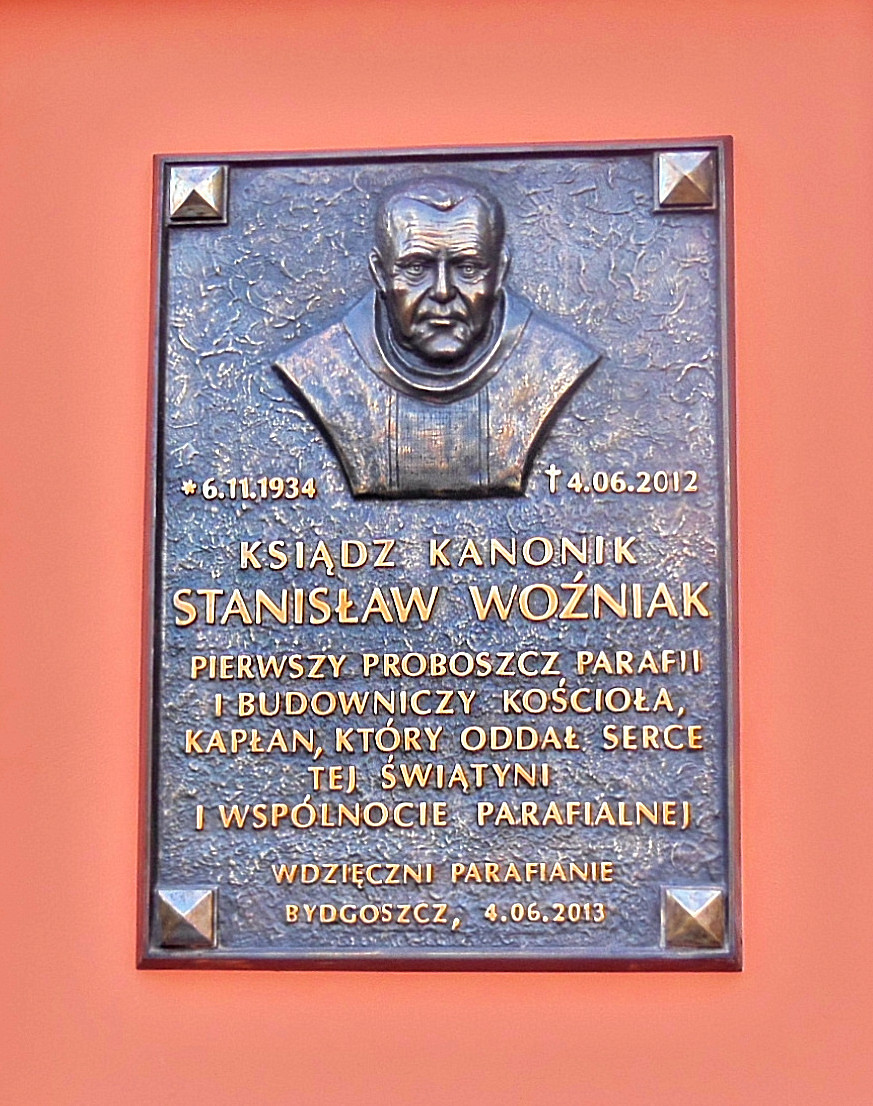
Tablica pamiątkowa pierwszego proboszcza parafii i budowniczego kościoła ks. Stanisława Woźniaka